# 德拉戈什·格里戈雷
德拉戈什·格里戈雷（羅馬尼亞語：Dragoș Grigore；1986年9月7日—）是一位羅馬尼亞足球運動員。在場上的位置是中後衛。他在2014年至2016年間效力於法國足球甲級聯賽球隊土魯斯足球俱樂部。他也代表羅馬尼亞國家足球隊參賽。